# Pronar

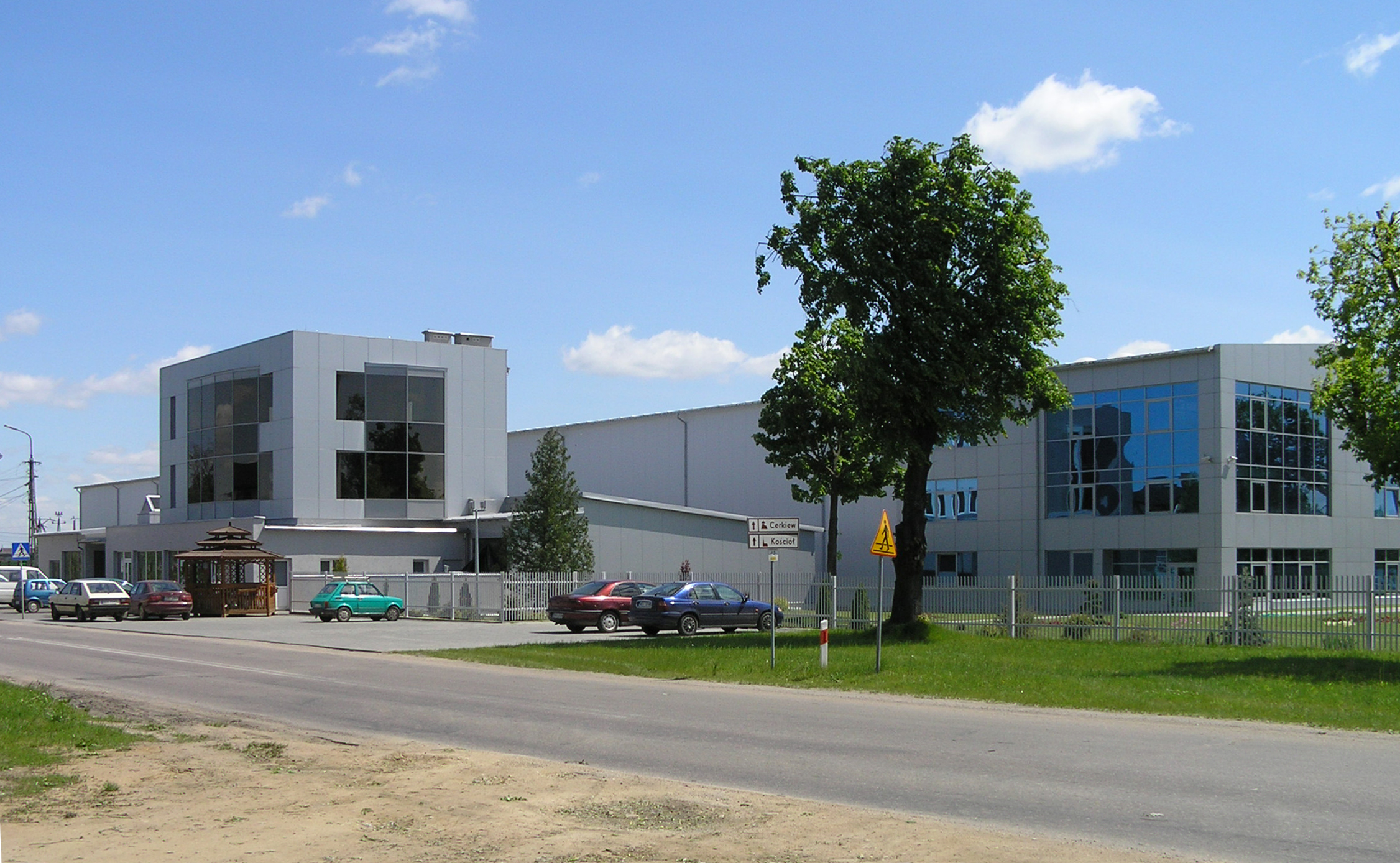
Firmenzentrale in Narew

Pronar ist ein polnischer Hersteller von Anhängern, Landmaschinen, Recyclinganlagen und Fahrzeugkomponenten, welcher zwischen 1992 und 2018 auch eigene Traktoren produzierte.

## Geschichte
Ursprünglich wurde Pronar 1988 als reine Handelsgesellschaft für den Export polnischer Lebensmittel in die Sowjetunion gegründet. Aufgrund des wachsenden Bedarfs an landwirtschaftlichen Nutzfahrzeugen nach Ende der Planwirtschaft, begann das stets in privater Hand befindliche Unternehmen 1990 mit der Montage von Traktoren der Marke Belarus, die auf dem heimischen Markt vertrieben wurden. Nachdem anfänglich sämtliche Bauteile aus Belarus importiert wurden, fing das Unternehmen im Jahr darauf an, verschiedene Komponenten und Ausrüstungsteile selbst zu fertigen oder von polnischen Herstellern fertigen zu lassen. Dadurch wandelte sich Pronar ab 1992 vom reinen Montagebetrieb zum Hersteller eigener Produkte.
Seit 1997 stellt Pronar Felgen für Nutzfahrzeuge bis zu einer Maximalgeschwindigkeit von 40 km/h her. In Zusammenarbeit mit verschiedenen Reifenherstellern bietet das Unternehmen zudem Kompletträder an und fertigt seit 1998 auch eigene Hydraulik- und Druckluftkomponenten an. Bereits 2000 begann man damit, Kommunalmaschinen zu bauen. Neben den üblichen Landmaschinen in spezieller Ausführung für Kommunalbetriebe hat Pronar mittlerweile Kehrmaschinen, Schneeschieber und Sandstreuer im Angebot. 2001 wurde des Weiteren erstmals Fahrzeugzubehör aus Kunststoff ins Programm aufgenommen. In einer eigenen Forschungs- und Entwicklungsabteilung werden heute in erster Linie Motorhauben, Kotflügel, Bedienkonsolen, Sitze, Lenkräder, Armlehnen, Teppiche und Bodenmatten entwickelt und produziert. Bei freien Produktionskapazitäten werden auch Planschbecken oder Duschkabinen gefertigt sowie Fremdaufträge für spezielle Bauteile ausgeführt.
Mindestens seit 2001 stellt Pronar eigene Anhänger für die landwirtschaftliche Nutzung her und ist noch vor dem polnischen Mitbewerber Wielton einer der führenden Anbieter dieses Produktsegments in Mittel- und Osteuropa. Die 2006 erstmals eingeführten und aus eigener Entwicklung stammenden Traktorbaureihen P5 und P7 in der Leistungsklasse zwischen 80 und 100 PS haben sich vor allem im Ausland bewährt. Beide Baureihen begründeten die Marktstellung von Pronar als führendem Traktorhersteller in Polen neben Mitbewerbern wie Ursus. 2009 erweiterte das Unternehmen seine Produktpalette um Auflieger für Straßenfahrzeuge, wobei es damit in direkter Konkurrenz zu polnischen Mitbewerbern wie Wielton, Feber oder Zasław steht.
2010 hat das Unternehmen seine Produktionsprozesse deutlich modernisiert und ausgebaut. Im Jahr darauf begann man damit, Eisen- und Stahlprodukte von polnischen und anderen Hüttenwerken in verschiedenen Größen und Qualitäten zu handeln. Neben dem Stammwerk betreibt Pronar seit 2012 zwei weitere Montagewerke, die 2015 zusätzlich ausgebaut wurden. Neben der Produktion, widmet sich Pronar außerdem wieder dem Groß- und Einzelhandel. Für Kraftstoff und Mineralöl wird ein Großhandelsunternehmen in Białystok betrieben, von dem aus ein Tank- und Raststettennetz in Nordostpolen beliefert wird. In den Tankstellen ist Pronar auch als Gastronomie- und Beherbergungsbetrieb tätig.

## Produkte

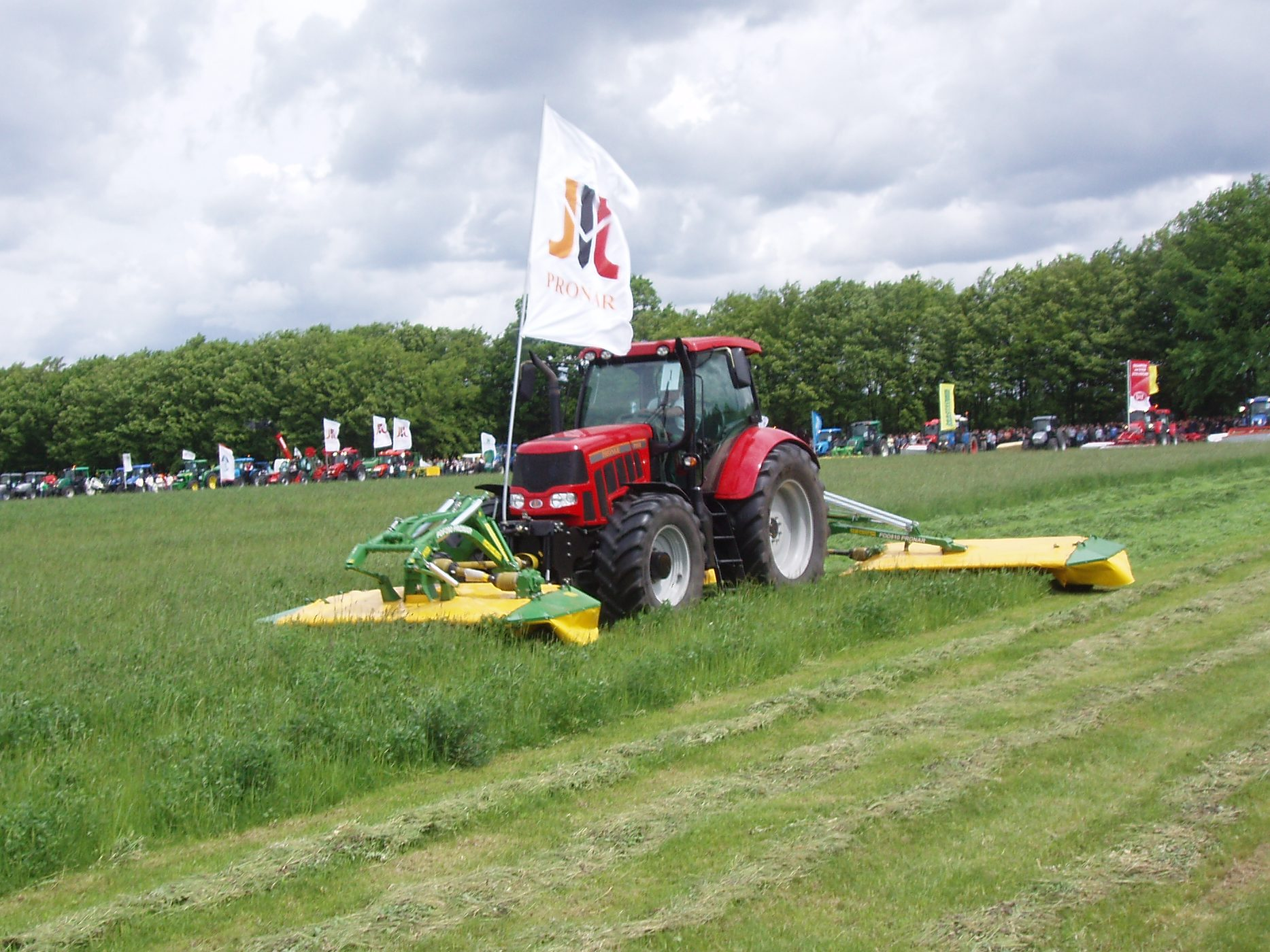
Traktor 7150 (180 PS) mit Mähkombination

### Schlepper
Pronar fertigt in acht Baureihen insgesamt 26 verschiedene Schleppermodelle zwischen 35 und 264 PS. Im Angebot sind außerdem importierte Traktoren der Marken Belarus und Kioti. Sowohl für die eigenen Traktormodelle als auch für Fremdfabrikate werden Frontlader produziert und vertrieben.

### Anhänger
Produziert wird die gesamte Palette von in der Land- und Kommunaltechnik notwendigen Anhängern.
| Anhängerart           | zulässiges Gesamtgewicht in t | Transportvolumen in m³        |
| --------------------- | ----------------------------- | ----------------------------- |
| Einachskippanhänger   | 2 bis 5                       | 4,1 bis 8,2                   |
| Zweiachskippanhänger  | 4 bis 14                      | 4,1 bis 17,2                  |
| Dreiachskippanhänger  | 16,5                          | 26                            |
| Tandemkippanhänger    | 7 bis 14                      | 9,8 bis 20,3                  |
| Muldenkippanhänger    | 12 bis 33                     | 15,8 bis 36,6                 |
| Silagewagen           | 22                            | 40                            |
| Bauanhänger           | 16,5 bis 21                   | 7,7 bis 10,4                  |
| Überladewagen         | 23 bis 33                     | 28 bis 34                     |
| Ballentransportwagen  | 10 bis 18                     | (16,4 bis 26,2 m² Ladefläche) |
| Viehtransportanhänger | 5,5 bis 12                    | (9 bis 14 m² Ladefläche)      |
| Hakenliftanhänger     | 15 bis 23                     | (abhängig vom Container)      |
| Container             | 12                            | 7,4 bis 15,1                  |
| Miststreuer           | 8,2 bis 20,2                  | 4,1 bis 14                    |
| Rückeanhänger         | 12,2                          | 10,5                          |
| Tieflader             | 19 bis 24                     | (17,9 bis 20,5 m² Ladefläche) |
| Futtermischwagen      | 7,7                           | 10                            |

### Kommunaltechnik

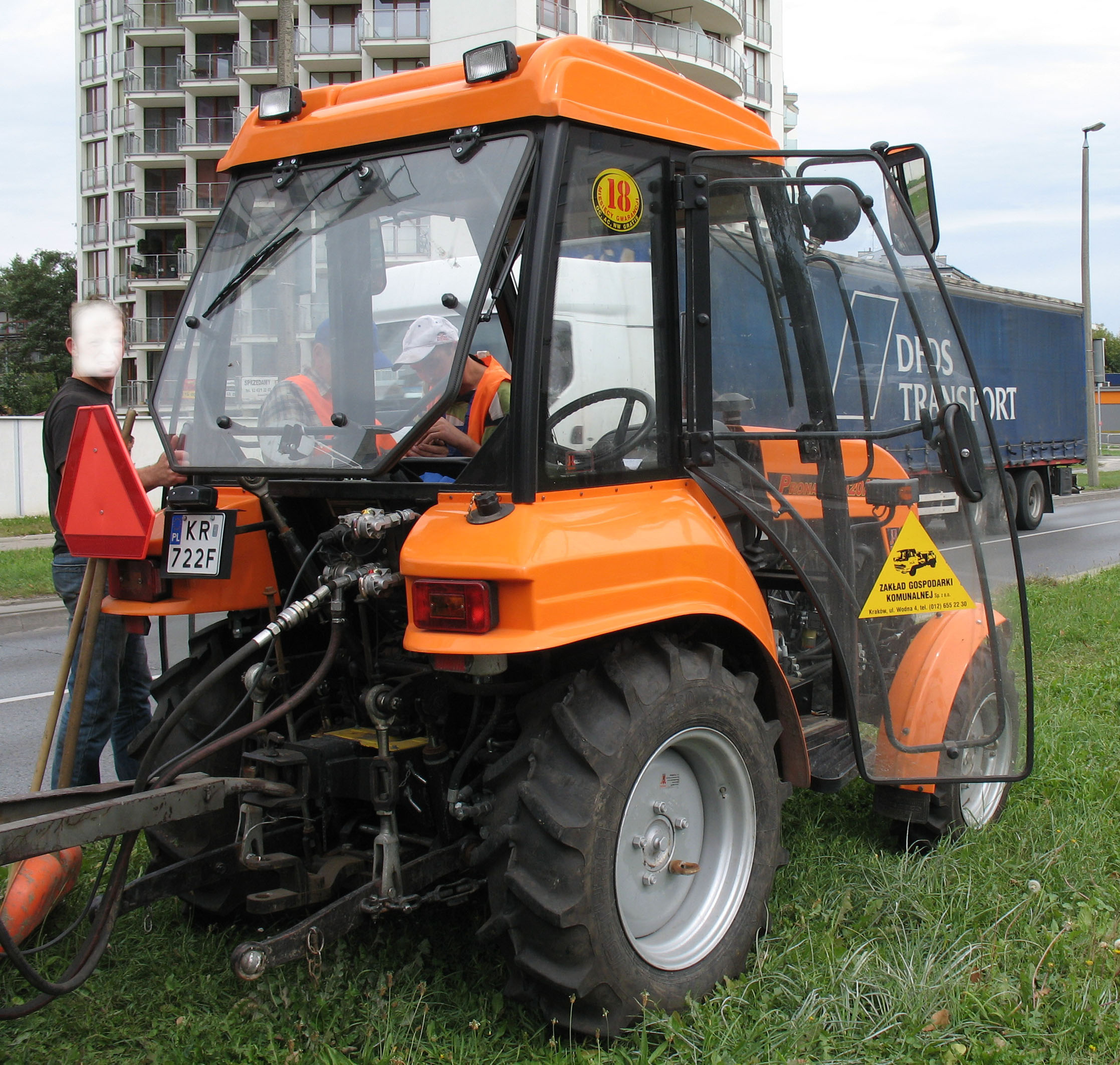
Kommunalschlepper 320AMK in Krakau

Es werden Schnee- und Planierschilder in Arbeitsbreiten zwischen 1,50 m und 3,00 m auch schwenkbar mit allen gängigen Anbausystemen angeboten. Dazu werden an Kommunaltechnik Salzstreuer, Schneefräsen, Kehrmaschinen und Schlegelmulcher auch mit Auslegerarm, Astscheren und Grabenfräsen angeboten.

### Futtererntemaschinen
Pronar fertigt Scheibenmäher für den Front- und Heckanbau mit Arbeitsbreiten beginnend bei 2,10 m bis 3,80 m bei Einzelmaschinen und in der angebotenen Mähkombination mit 8,10 m Gesamtarbeitsbreite. Zwei Kreiselwendermodelle mit Arbeitsbreiten von 5,30 m und 7,70 m sowie Ein- und Zweikreiselschwader mit Arbeitsbreiten von 3,00 m bis 8,00 m werden ebenfalls produziert. Das Angebot an Grünlandmaschinen enthält zusätzlich Rundballenpressen und Ballenwickelgeräte.